# Kbel (Kolíni járás)
Kbel település Csehországban, a Kolíni járásban. Kbel Kolín, Pašinka, Ratboř, Radovesnice I, Lošany és Kořenice településekkel határos. Lakosainak száma 218 fő (2024. január 1.).

## Népesség
A település lakosságának változását az alábbi diagram mutatja:
| Lakosok száma | 365  | 434  | 405  | 312  | 282  | 207  | 213  | 216  | 221  | 218  |
|               | 1869 | 1890 | 1921 | 1950 | 1980 | 2001 | 2017 | 2019 | 2022 | 2024 |